# Светско првенство у хокеју на леду 1931.
Светско првенство у хокеју на леду 1931. је било 5. светско хокејашко првенство које се одржало од 1. фебруара до 8. фебруара 1931. у Пољској. Утакмице су се играле у Крињица-Здроју.
Светско првенство је по пети пут освојила Канада.

## Први круг
Четири репрезентације су се такмичиле у првом кругу. Победници су пролазили у други круг.
| Датум      | Репрезентација | Репрезентација       | Резултат | Трећине               |
| ---------- | -------------- | -------------------- | -------- | --------------------- |
| 1. фебруар | Чехословачка   | Мађарска             | 4:1      | (2:0,1:1,1:0)         |
| 1. фебруар | Аустрија       | Уједињено Краљевство | 1:0 2пр. | (0:0,0:0,0:0,0:0,1:0) |

## Други круг
Осам репрезентација се такмичило у другом кругу. Победници су пролазили у финалну рунду, док су се поражени такмичили у трећој рунди.
| Датум      | Репрезентација | Репрезентација | Резултат | Трећине       |
| ---------- | -------------- | -------------- | -------- | ------------- |
| 2. фебруар | Канада         | Француска      | 9:0      | (1:0,4:0,4:0) |
| 2. фебруар | Чехословачка   | Пољска         | 4:1      | (0:0,3:0,1:1) |
| 2. фебруар | Шведска        | Аустрија       | 3:1      | (0:1,2:0,1:0) |
| 2. фебруар | САД            | Румунија       | 15:0     | (7:0,5:0,3:0) |

## Трећи круг
Четири репрезентација се такмичило у трећем кругу. Победници су пролазили у финалну рунду.
| Датум      | Репрезентација | Репрезентација | Резултат | Трећине       |
| ---------- | -------------- | -------------- | -------- | ------------- |
| 3. фебруар | Пољска         | Француска      | 2:1      | (1:0,0:0,1:1) |
| 3. фебруар | Аустрија       | Румунија       | 7:0      | (4:0,0:0,3:0) |

## Од 7-10 места
| Датум      | Репрезентација       | Репрезентација       | Резултат | Трећине       |
| ---------- | -------------------- | -------------------- | -------- | ------------- |
| 3. фебруар | Француска            | Румунија             | 7:1      | (3:0,2:0,2:1) |
| 4. фебруар | Мађарска             | Уједињено Краљевство | 3:1      |               |
| 5. фебруар | Мађарска             | Румунија             | 9:1      | (4:0,3:0,2:1) |
| 30. јануар | Уједињено Краљевство | Француска            | 2:1      |               |
| 31. јануар | Уједињено Краљевство | Румунија             | 11:0     | (3:0,3:0,5:0) |
| 31. јануар | Мађарска             | Француска            | 11:0     | (6:0,2:0,3:0) |

| 1 | Мађарска             | 3 | 3 | 0 | 0 | 13 | 2  | +11 | 6 |
| 2 | Уједињено Краљевство | 3 | 2 | 0 | 1 | 14 | 4  | +10 | 4 |
| 3 | Француска            | 3 | 1 | 0 | 2 | 8  | 4  | +4  | 2 |
| 4 | Румунија             | 3 | 0 | 0 | 3 | 2  | 27 | –25 | 0 |

## Финална рунда
| Датум      | Репрезентација | Репрезентација | Резултат | Трећине        |
| ---------- | -------------- | -------------- | -------- | -------------- |
| 4. фебруар | САД            | Аустрија       | 2:1      |                |
| 4. фебруар | Канада         | Чехословачка   | 2:0      | (1:0,0:0,1:0)  |
| 4. фебруар | Пољска         | Шведска        | 2:0      | (1:0,0:0,1:0,) |
| 5. фебруар | Чехословачка   | Аустрија       | 2:1      | (2:0,0:0,0:1)  |
| 5. фебруар | САД            | Шведска        | 3:0      | (3:0,0:0,0:0)  |
| 5. фебруар | Канада         | Пољска         | 3:0      | (1:0,1:0,1:0)  |
| 6. фебруар | САД            | Чехословачка   | 1:0      | (0:0,0:0,1:0)  |
| 6. фебруар | Канада         | Швајцарска     | 0:0      | (0:0,0:0,0:0)  |
| 6. фебруар | Аустрија       | Пољска         | 2:1      | (5:0,1:0,4:0)  |
| 7. фебруар | Шведска        | Чехословачка   | 1:0      | (1:0,0:0,0:0)  |
| 7. фебруар | Канада         | Аустрија       | 8:0      |                |
| 7. фебруар | САД            | Пољска         | 1:0      |                |
| 8. фебруар | Аустрија       | Шведска        | 1:0      | (0:0,1:0,0:0)  |
| 8. фебруар | Пољска         | Аустрија       | 0:0      | (0:0,0:0,0:0)  |
| 8. фебруар | Канада         | САД            | 2:0      |                |

| 1 | Канада       | 5 | 4 | 1 | 0 | 15 | 0  | +15 | 9 |
| 2 | САД          | 5 | 4 | 0 | 1 | 7  | 3  | +4  | 8 |
| 3 | Аустрија     | 5 | 2 | 0 | 3 | 5  | 13 | –8  | 4 |
| 4 | Пољска       | 5 | 1 | 1 | 3 | 3  | 6  | –3  | 3 |
| 5 | Чехословачка | 5 | 1 | 1 | 3 | 2  | 5  | –3  | 3 |
| 6 | Шведска      | 5 | 1 | 1 | 3 | 1  | 6  | –5  | 3 |

## Победник Светског првенства
| Победник Светског првенства 1931. |
| Канада Пета титула                |

### Коначни пласман учесника
| #  | Репрезентација       |
| -- | -------------------- |
| 1  | Канада               |
| 2  | Сједињене Државе     |
| 3  | Аустрија             |
| 4  | Пољска               |
| 5  | Чехословачка         |
| 6  | Шведска              |
| 7  | Мађарска             |
| 8  | Уједињено Краљевство |
| 9  | Француска            |
| 10 | Румунија             |